# Rhododendron luteum
Espèce
Pour un article plus général, voir Rhododendron.
Rhododendron luteum est une espèce de rhododendrons originaire du sud-est de l'Europe et du sud-ouest de l'Asie.

## Toxicité
En Turquie, le « miel qui rend fou » appelé deli bal est utilisé comme drogue récréative et en médecine traditionnelle. Il est le plus souvent fabriqué à partir du nectar de Rhododendron luteum et de Rhododendron ponticum dans la région du Caucase.